# ولگا ۱۱۴۹
سیارک ۱۱۴۹ (به انگلیسی: 1149 Volga، نامگذاری:1929PF) هزار و صد و چهل و نهمین سیارک کشف شده‌است که در ۱ اوت ۱۹۲۹ و در رصدخانه سایمیز کشف شد.
قدر مطلق سیارک برابر ۱۰٫۵۷ است.